# Farol
Farol (deutsch Leuchtturm), auch Bairo Farol (portugiesisch Bairro Farol) ist ein Stadtteil der osttimoresischen Landeshauptstadt Dili.

## Geographie
Farol liegt im Südosten des Sucos Motael. Westlich der Rua dos Direitos Humanos befindet sich der Stadtteil Bebora, nördlich der Rua de Santo Antônio und Rua Karketu Mota’ain der Stadtteil Palapaso und südlich der Avenida Nicolau Lobato, der seit 2015 zu Motael gehörende Stadtteil Bairo Alto und der Suco Colmera. Im Osten reicht Farol bis an die Bucht von Dili. Hier liegt jenseits der Avenida de Motael der alte Hafen von Dili. Manchmal werden die Stadtteile Aitarak und Palapaso zu Farol gerechnet.

## Geschichte

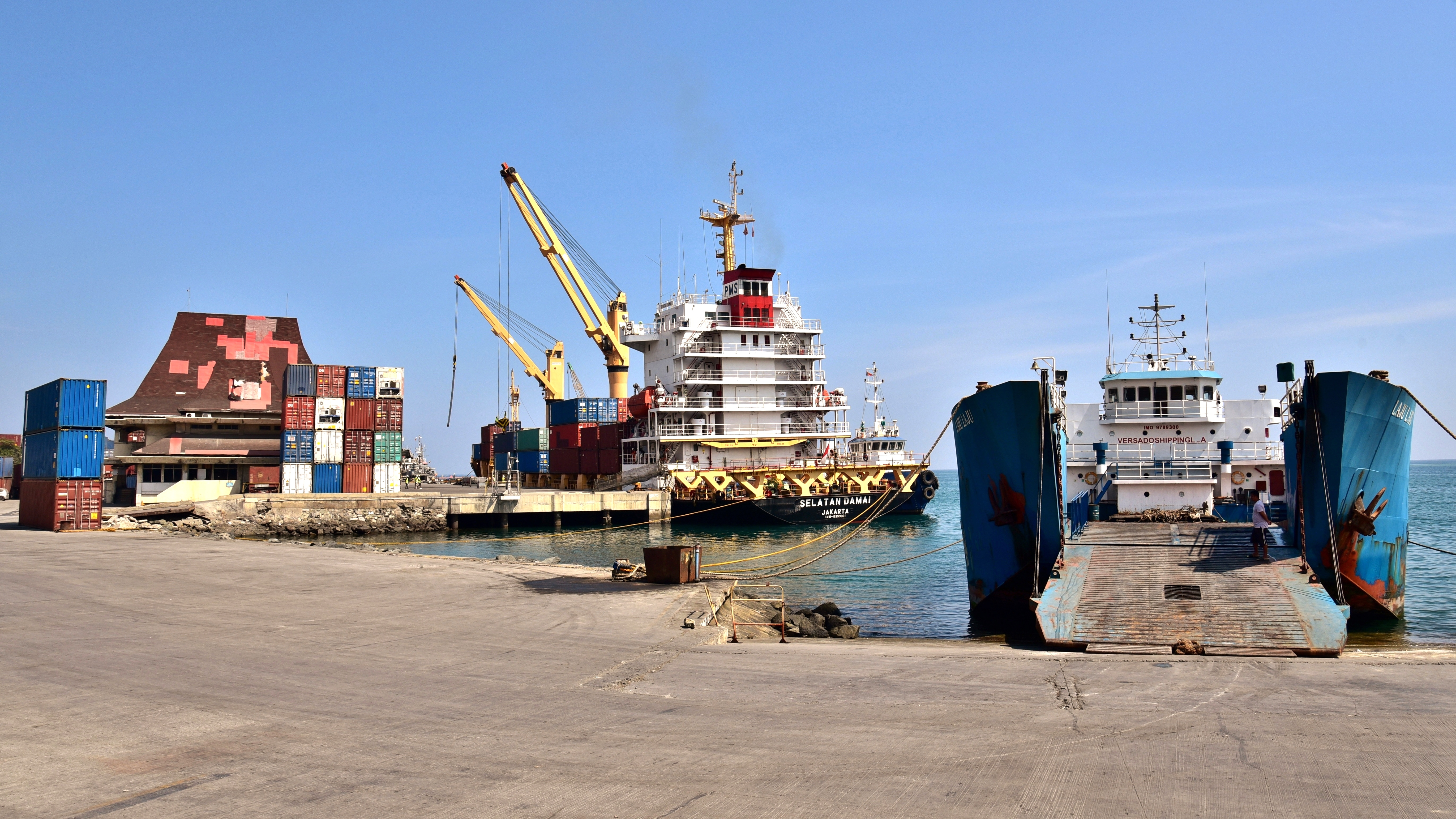
Hafen von Dili

Das Haus des timoresischen Herrschers von Motael, dem historischen Herren der Region von Dili, stand nahe dem späteren Hafen. Südöstlich befand sich der Regierungssitz des portugiesischen Gouverneurs, wo heute der Jardim 5 de Maio liegt. Am Ende der Kolonialzeit war Farol das Wohnviertel der europäischstämmigen Bevölkerung Dilis. Für Beamte und Angestellte der portugiesischen Kolonialverwaltung wurde in den 1950er- und 1960er-Jahren ein Wohngebiet aus Ein- und Mehrfamilienhäusern im typisch portugiesischen Stil im Stadtviertel Farol angelegt, das – wie etwa die Messe para Funcionários Solteiros – noch heute erhalten und im Stadtbild Dilis erkennbar ist.
Im Bürgerkrieg in Osttimor 1975 besetzten beide Parteien den Hafen. Die portugiesische Verwaltung verließ von hier aus die Kolonialhauptstadt in Richtung der vorgelagerten Insel Atauro. Am 7. Dezember desselben Jahres landeten indonesische Truppen in Dili. Nach der Eroberung der Stadt führten die Indonesier Chinesen, Mitglieder der FRETILIN und andere Gefangene zum Hafengelände, erschossen sie und warfen die Leichen ins Meer. Zu den Opfern gehörten die Frauenrechtlerin Rosa Bonaparte, ihr Bruder Bernardino Bonaparte Soares, Isabel Lobato (die Ehefrau des Premierministers Nicolau dos Reis Lobato) und Roger East, der letzte ausländische Reporter in Dili. Zeugen sprechen von Dutzenden Leichen.  Die Gesamtzahl der in der Werft Hingerichteten wird auf 150 Personen geschätzt.
Der Hafen war der wichtigste Seehafen des Landes, bis am 30. November 2022 in der Bucht von Tibar der neue Hafen eröffnet wurde.

## Sehenswürdigkeiten und Einrichtungen
Trotz des Namens befindet sich der Leuchtturm von Motael nicht in Farol, sondern im Stadtteil Palapso. Der alte Hafen in Motael soll in einer öffentlich-privaten Partnerschaft für 50 Millionen US-Dollar umgebaut werden und als Anliegestelle für Kreuzfahrtschiffe und Jachten, Walbeobachtungs- und Tauchboote dienen. Außerdem soll es ein Terminal für den Fährdienst nach Atauro und Oe-Cusse Ambeno geben. Entlang des Ufers sollen Fußwege verlaufen. Weiter sind Gebäude mit einem Touristeninformationszentrum, Hotels, Boutiquen, Restaurants, Cafés Geschäftsräumen und Kunsthandwerksläden  geplant. Die öffentliche Ausschreibung soll 2023 beginnen.
Im Osten von Farol liegt an der Avenida Mártires da Pátria der Jardim 5 de Maio (Garten 5. Mai) mit dem Integrationsdenkmal. Nördlich des Parks steht das 1953 erbaute Gebäude der Messe para Funcionários Solteiros, ein ehemaliges Wohnheim für ledige Kolonialbeamte, mit einem mit roten Ziegeln gedeckten Walmdach. Der Jardim Motael reicht nördlich des Hafens bis nach Farol hinein.
In Farol befinden sich der Sitz von USAID, die Direção Nacional dos Transportes Maritimos, der Sitz der Comissão Anti-Corrupção (CAC), der Sitz der HAK Association und die Grundschule (Escola Primaria Farol), Außerdem liegen in Farol die kubanische, die neuseeländische, die philippinische und die Botschaft des Souveränen Malteserordens, sowie der Sitz des Sucos Motael an der Rua de Lautém.

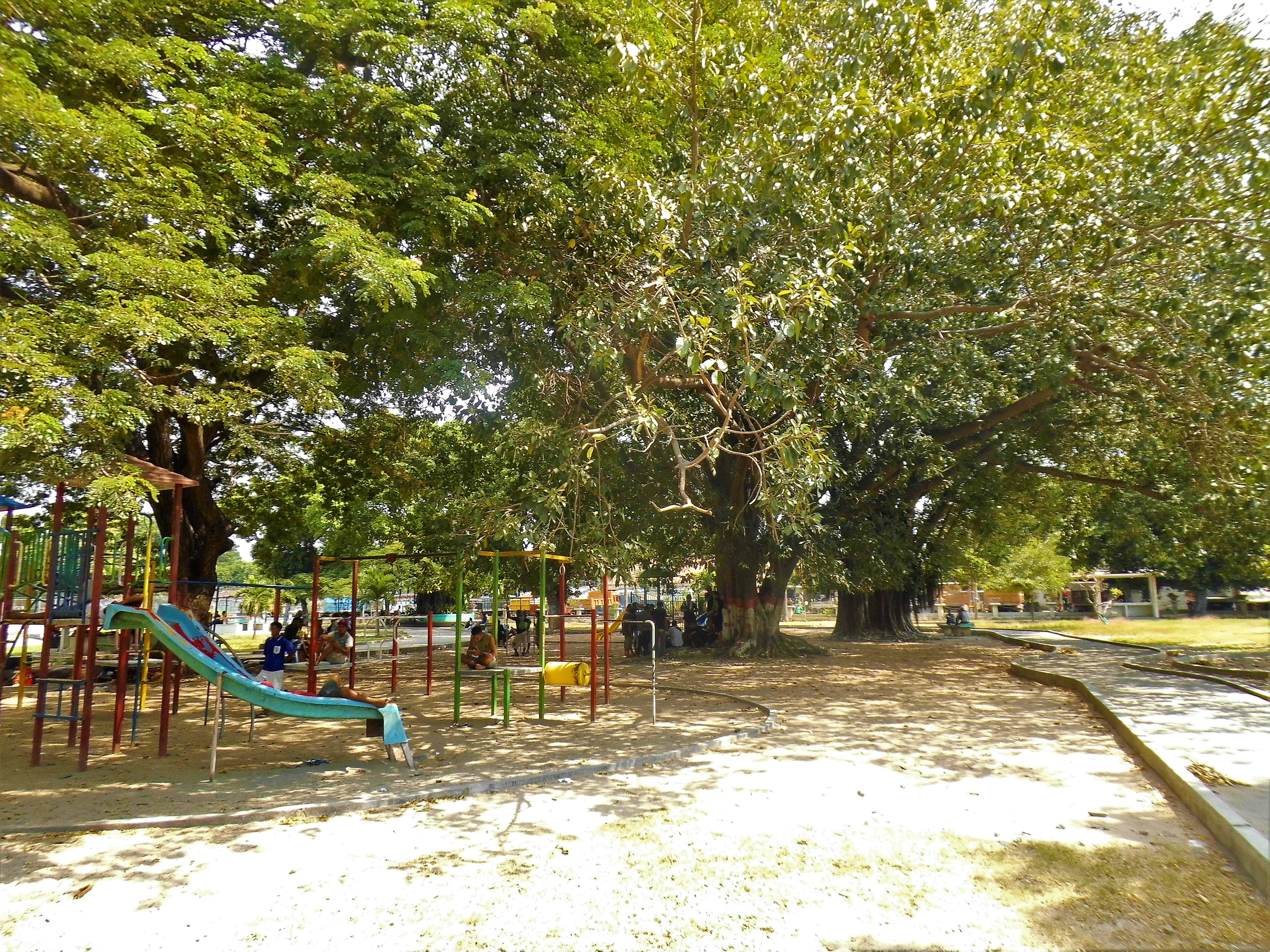
Jardim 5 de Maio
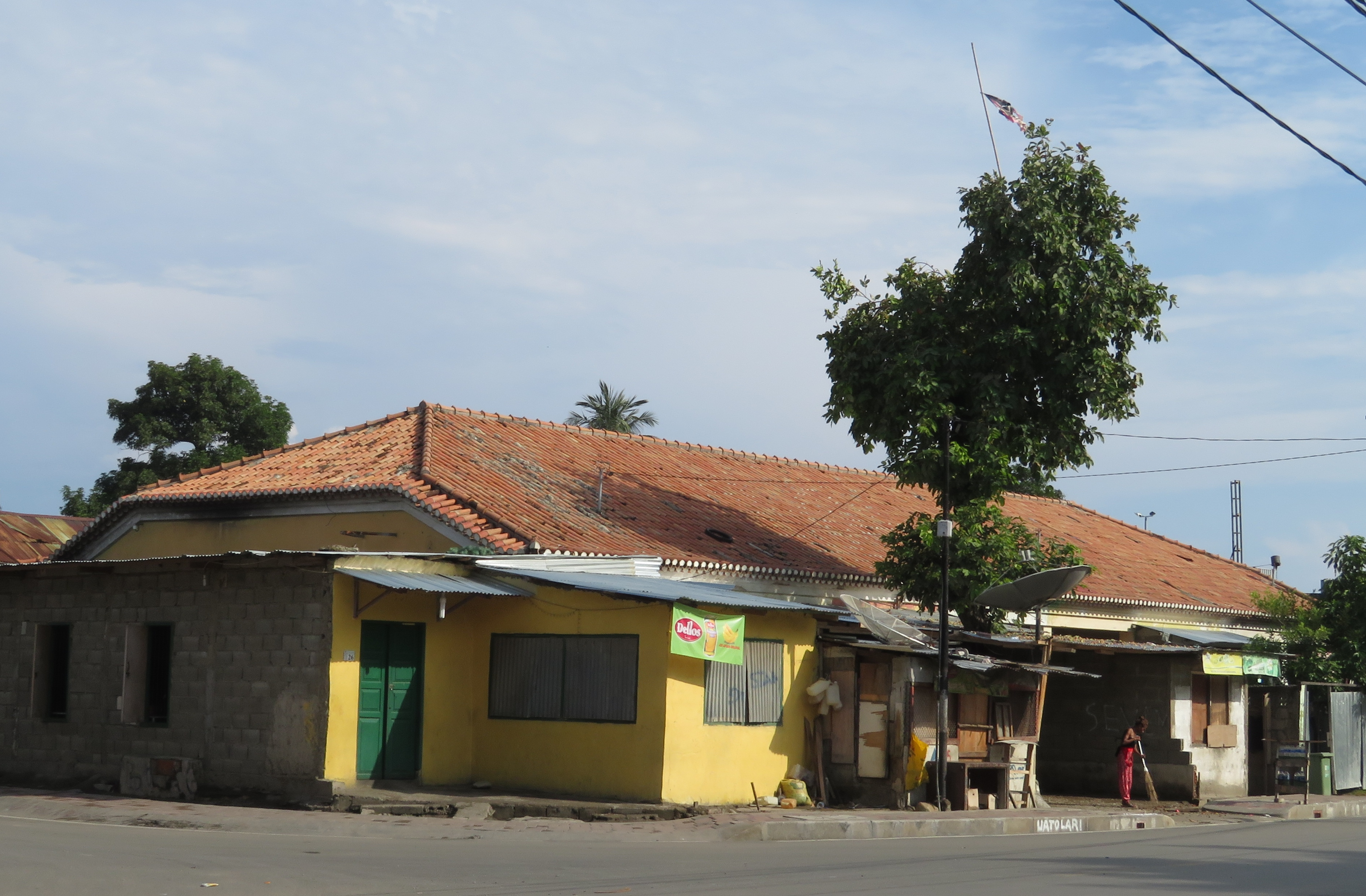
Messe para Funcionários Solteiros
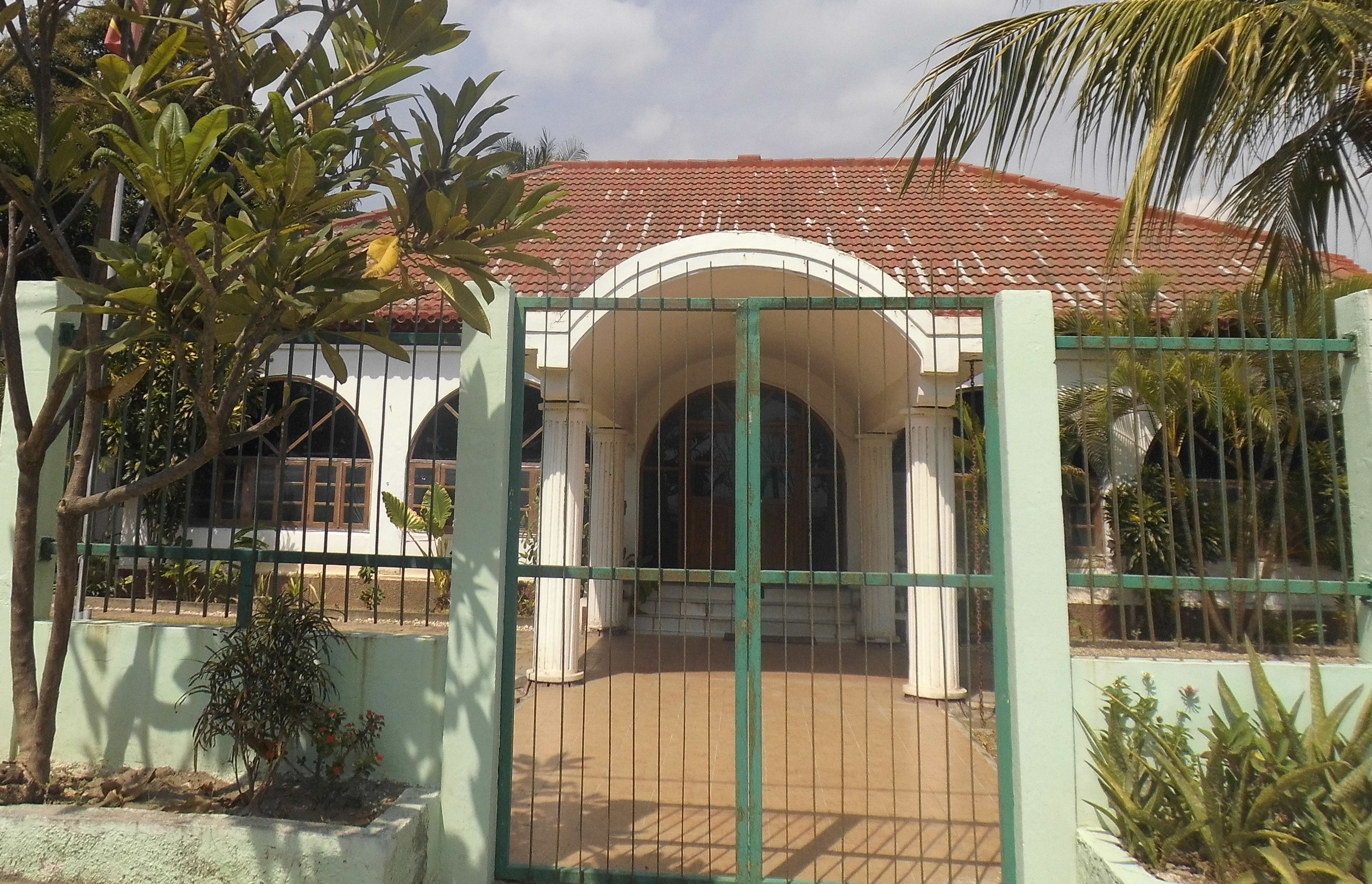
Comissão Anti-Corrupção